# Sholto Douglas
William Sholto Douglas (Headington, 23 dicembre 1893 – Royal Tunbridge Wells, 29 ottobre 1969) è stato un generale britannico, maresciallo della Royal Air Force durante la seconda guerra mondiale.

## Biografia
Allo scoppio della prima guerra mondiale Douglas viene impiegato presso la Royal Field Artillery ma nel 1915, a causa di dissapori con il suo comandante, viene trasferito al 2º Squadrone dei Royal Flying Corps.
Nel settembre 1917 viene promosso maggiore e ottiene il comando dell'84º Squadrone.
Dopo la fine della guerra lavora per un breve periodo per la Handley Page come pilota commerciale ma nel 1920 torna alla Royal Air Force come istruttore.
Nel 1936 viene nominato Air Ministry e due anni dopo viene promosso Vice-Maresciallo dell'Aviazione.

## La seconda guerra mondiale
Allo scoppio della seconda guerra mondiale viene nominato vice-Capo dell'Aviazione con il compito di ricostituire le forze aeree britanniche dopo le perdite, in uomini e mezzi, subiti durante la battaglia d'Inghilterra.
Nel 1942 Douglas viene trasferito in Egitto dove presiede il comando della RAF in Medio Oriente. Nel 1944 torna in Gran Bretagna per guidare il Royal Air Force Coastal Command durante lo sbarco in Normandia.

## Dopo la guerra
Dopo la fine della guerra venne nominato comandante della zona di occupazione britannica della Germania e nel 1946 viene nominato Maresciallo della RAF.
Nel 1948 viene insignito del titolo di Barone di Kirtleside. Lo stesso anno va in pensione e diventa presidente della British European Airways.

## Vita personale
Lord Douglas di Kirtleside ha avuto tre mogli. Dopo aver sposato Mary Howard nel 1919, divorziò nel 1932. L'anno seguente sposa Joan (figlia del colonnello H. C. Denny) dalla quale divorzia nel 1952. Nel 1955 sposa Hazel (vedova del capitano W. E. R. Walker) dalla quale ebbe una figlia.